# Lars Nippa

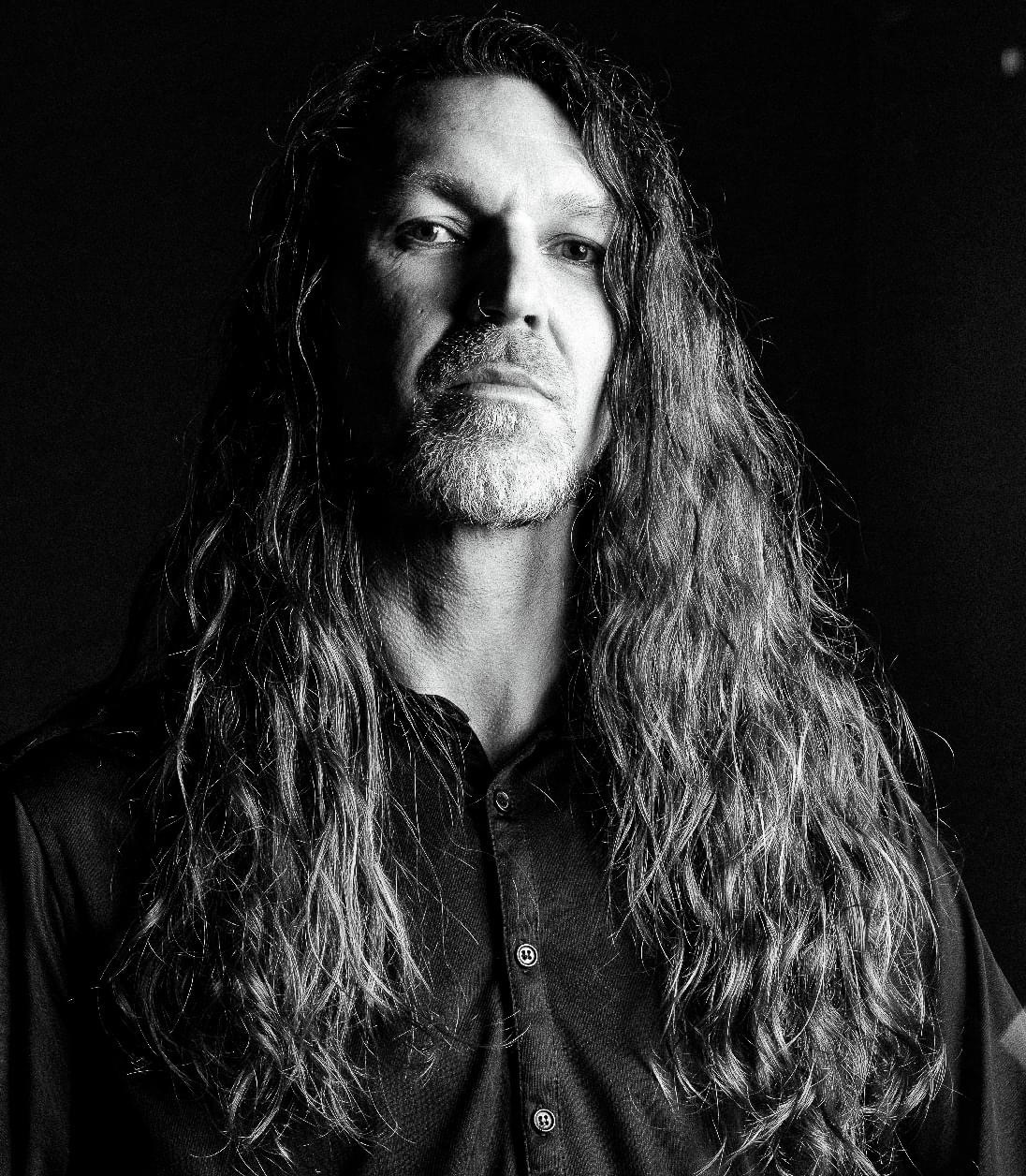
Lars Nippa 2022

Lars Nippa (* 27. Juni 1973 in Pforzheim) ist ein deutscher Schlagzeuger, Sänger, Songwriter, Produzent und Sound Engineer.

## Biografie
Im Alter von 17 Jahren wurde Lars Nippa Gründungsmitglied der Hardrockband Chryztyne. Mit der Band veröffentlichte er 1993 das Album "Tales Of Paradise", tourte in Deutschland, den Niederlanden und durch die Schweiz. Die Band war auch präsent im Radio und Fernsehen.
Nach dem Split von Chryztyne 1996 wurde er Mitglied der Acoustic-Blues-Band Pickup The Harp. Von 1996 bis zu seinem Ausscheiden 2006 produzierte er mit der Band drei Alben.
1998 folgte er dem Ruf des Chryztyne-Produzenten Tommy Clauss in seine Band ZAR einzusteigen, der er bis 2015 treu blieb und zwei Alben aufnahm und mischte. In diesen Jahren spielte er auch u. a. für und mit Umbra et Imago, Lahannya, Pat Fritz, Jamie Clarke (ex-The Pogues) und David Readman Auftritte, Tourneen und Studioaufnahmen.
2017 wurde er Gründungsmitglied der Karlsruher Hardrockformation DeVicious. Mit ihnen veröffentlichte er fünf Alben und spielte sieben Tourneen durch sieben Länder. Anfang 2024 verließ er die Band.
Seit 2024 ist er Schlagzeuger der Western-Metal-Band Dezperadoz.

## Trommelbau
2006 gründeten Christian Wilmshorst und Lars Nippa den Handwerksbetrieb Spy Custom Drums. Die Firma ist spezialisiert auf individuelle Trommeln, Restaurationen und Modifikationen im Schlagzeugbereich. Seit 2014 führt Lars Nippa, nach dem ausscheiden von Wilmshorst die Firma alleine.

## Diskographie
(Quelle: )

### Mit Chryztyne
- 1993 Tales Of Paradise
- 1994 In The Darkness Of The Night (re-Release Demo 1992)

### Mit Pickup The Harp
- 1998 Destination
- 2001 B
- 2005 B@dler.live

### Mit Internal Melodies
- 1997 Broken

### Mit ZAR
- 2003 Hard To The Beat
- 2015 Don't Wait for Heroes

### Mit Lahannya
- 2010 Scavenger
- 2011 Dystopia

### Mit Umbra et Imago
- 2011 "20"

### Mit DeVicious
- 2018 Never Say Never
- 2019 ReflectionsM
- 2020 Phase Three
- 2022 Black Heart
- 2023 Code Red

### Mit Dezperadoz
- 2024 Moonshiner